# Kravele
Die Kravele war ein norddeutsches Zählmaß und fand im Holzhandel Anwendung zur Berechnung von Eichenbohlen.
Eine Kravele hatte festgelegte Abmessungen. So umfasste ein Schock Eichenbohlen eine Anzahl von 60 Kravelen. Andere Hölzer, wie z. B. Schiffsplanken aus Eichenholz, handelte man nach Kubikfuß.
- Abmaße einer Kravele[1]

| Dicke    | Länge   |
| -------- | ------- |
| 2 ½ Zoll | 24 Fuß  |
| 3 Zoll   | 15 Fuß  |
| 3 ½ Zoll | 12 Fuß  |
| 4 Zoll   | 10 Fuß  |
| 4 ½ Zoll | 9 Fuß   |
| 5 Zoll   | 8 ⅓ Fuß |

Eine Eichenbohle mit einer Dicke von 2 ½ Zoll und einer Länge von 24 Fuß entspricht somit einer Kravele.